# КК Работнички
КК Работнички је македонски кошаркашки клуб из Скопља. Клуб је део ЖСД Работнички, а основан је 1946. године. Тренутно се такмичи у Првој лиги Македоније.

## Успеси

### Национални
- Првенство Македоније:
  - Првак (15): 1992, 1993, 1994, 1995, 1996, 1997, 1998, 1999, 2001, 2003, 2004, 2005, 2006, 2009, 2018.
  - Вицепрвак (4): 2000, 2007, 2011, 2014.
- Куп Македоније:
  - Победник (9): 1993, 1994, 1998, 2003, 2004, 2005, 2006, 2011, 2015.[1]
  - Финалиста (5): 1996, 2000, 2001, 2002, 2018.
- Куп Југославије:
  - Финалиста (2): 1976, 1983.

### Међународни
- Балканска лига:
  - Финалиста (1): 2009.

## Познатији играчи
- Благоја Георгијевски
- Перо Антић
- Драгољуб Видачић
- Тодор Гечевски
- Владимир Драгутиновић
- Марко Ђурковић
- Владо Илијевски
- Зоран Јовановић
- Александар Митровић
- Игор Михајловски
- Петар Наумоски
- Лука Павићевић
- Миљан Павковић
- Врбица Стефанов

## Називи клуба кроз историју
- КК Работнички (1946-1992)
- КК Годел Работнички (1992-2001)
- КК Фершпед Работнички (2001-2009)
- КК Работнички (2009-)